# Luton
Luton er en by i Bedfordshire i Øst-England. Byen har 213.052(2019) indbyggere og ligger ca. 50 km nordvest for London.
Luton er hjemby for fodboldklubben Luton Town F.C.. Klubbens tilnavn, "The Hatters", stammer fra, da Luton havde en stor hatteindustri. 
Luton lufthavn ligger sydøst for byen. 
Flyselskabet easyJet har hovedsæde ved Luton.
Bedfordshire Universitet har hovedcampus i Luton. 
Fra 1905 til 2002 havde byen en Vauxhall-bilfabrik, den første Vauxhall-fabrik i verden og stedet, hvor firmaet blev grundlagt.
I de senere år er Luton blevet kendt for dets ekstremistiske radikale islam og anti-sharia-gruppen English Defence League medgrundlagt af Tommy Robinson fra Luton.
Flere terrorister har haft forbindelse til Luton.
Taimour Abdulwahab al-Abdaly, den formodede gerningsmand bag terrorangrebet i Stockholm 2010, studerede i Luton. 
Vest for byen ligger Whipsnade trækatedral, der er en have opbygget som en katedral.